# 塞拉菲娜·奥肯巴
塞拉菲娜·奥肯巴（1995年12月3日—），法国女子橄榄球运动员。她曾代表法国七人制国家队参加2020年和2024年夏季奥林匹克运动会七人制橄榄球比赛，获得一枚银牌。